# Schlacht von Castiglione (1796)
1792

Porrentruy – Marquain – Quiévrain – Verdun – Thionville – Valmy – Lille – Mainz (1792) – Jemappes
1793

Aldenhoven I – Namur – Neerwinden – Mainz (1793) – Famars – Valenciennes (1793) – Arlon (1793) – Hondschoote – Meribel – Avesnes-le-Sec – Pirmasens – Toulon – Fontenay-le-Comte – Cholet – Lucon – Trouillas – Dünkirchen – Le Quesnoy – Menin I – Wattignies – Weißenburg I – Biesingen – Kaiserslautern I – Weißenburg II
1794

Boulou – Landrecis – Menin II – Mouscron – Martinique – Guadeloupe – Tourcoing – Tournai – Kaiserslautern II – San-Lorenzo de la Muga – 13. Prairial – Fleurus – Kaiserslautern III – Vosges – Aldenhoven II
1795

Cornwallis’ Rückzug – Genua – Groix – Hyeres – Handschuhsheim – Mainz (1795) – Mannheim – Loano
1796

Montenotte – Millesimo – Dego – Mondovì – Lodi – Borghetto – Castiglione – Mantua – Siegburg – Altenkirchen – Wetzlar – Kircheib – Kehl – Kalteiche – Friedberg  – Malsch – Neresheim – Sulzbach – Deining – Amberg – Würzburg – Neufundland – Rovereto – Bassano – Limburg – Biberach I – Emmendingen – Schliengen – Caldiero – Arcole – Irland
1797

Fall von Kehl – Rivoli (1797) – St. Vincent – Diersheim – Santa Cruz – Neuwied – Camperduin
Das Gefecht bei Castiglione fand am 5. August 1796 am südlichen Ende des Gardasees in der Nähe von Castiglione delle Stiviere statt. Die Truppen der französischen Italienarmee unter Napoleon Bonaparte trafen auf ein österreichisches Heer unter General Wurmser.

## Vorgeschichte
War der Italienfeldzug, der den 28-jährigen Bonaparte zum umjubelten Helden machen sollte, zunächst problemlos verlaufen, so stellte sich ihm nun in unmittelbarer Nähe der Festung Mantua ein massiv antretender Gegner entgegen. Er musste in der Juli-August-Phase einige empfindliche Niederlagen hinnehmen.
Weil ein österreichisches Heer heranrückte, gab Bonaparte die seit 4. Juni 1796 andauernde Belagerung Mantuas auf. In der belagerten Festung lagen Anfang August etwa 15.000 Österreicher, davon viele Verwundete, fest. Bonaparte rechnete damit, dass das österreichische Heer die französische Armee vor den Toren Mantuas wähnte und sie dort stellen wollte. Er beabsichtigte, die Initiative durch Konzentration seiner Kräfte und das Aufreiben der von Wurmser leichtsinnig aufgeteilten Kräfte zu übernehmen.
Die Österreicher rückten tatsächlich mit starken Kräften vor, um Mantua zu entsetzen. Wurmser rückte entlang des Gardasees vor, hatte jedoch seine Hauptarmee getrennt von seinen Artillerie- und Kavalleriekräften vorrücken lassen. In ersten Gefechten vom 30. bis 31. Juli konnte die französische Armee einen geordneten Rückzug durchführen, strategisch günstige Positionen verteidigen und ihre Kräfte sammeln.
Am 2. August konnte eine österreichische Division Castiglione einnehmen und den französischen General Lavalette zurückschlagen. Bonaparte sah dies als kritischen Fehler an und verurteilte Lavalettes Rückzug scharf.
Schließlich konnten die österreichischen Divisionen nacheinander am 2. und 3. August bei Lonato und in weiteren kleineren Gefechten, in Richtung auf den Gardasee zurückgetrieben werden. Wurmser hatte seine Kräfte, in der Hoffnung, mit seiner rechten Flanke das französische Heer zu umgehen, zu weit auseinandergestreckt. Dies nutzte Bonaparte mit einer Offensive gegen das gegnerische Zentrum und unterbrach die Kommunikation der österreichischen Truppenteile. Es gelang Wurmser nicht, seine Kräfte rechtzeitig in der Umgebung von Castiglione zu sammeln; er musste noch die nach der Schlacht bei Lonato aufgelösten Truppen ordnen.

## Schlachtverlauf

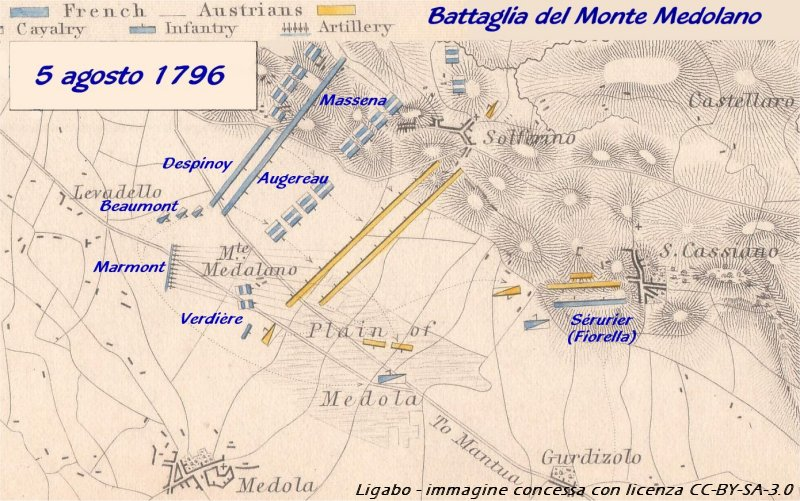
Plan der Schlacht nach einer Karte von W. Blackwood, 1870

Am 4. August traf der französische General Augereau auf die österreichischen Truppen in Castiglione. Große Truppenteile der französischen Armee unter den Generälen Sauret, Herbin, Dallemagne und Saint-Hilaire waren den ganzen Tag des 4. Augusts zu seiner Unterstützung in Richtung Castiglione marschiert.
Am 5. August war die gesamte französische Armee mit einer Kampfkraft von 25.000 Soldaten, einschließlich der Division des Generals Sérurier, vor Castiglione zusammengetroffen. Masséna übernahm die linke Flanke, Augereau das Zentrum und Fiorella befand sich auf der rechten französischen Flanke. Der massierte Angriff war überall erfolgreich und trieb die österreichischen Kräfte zu einem ungeordneten Rückzug.
Wegen der anstrengenden Märsche musste die französische Armee eine direkte Verfolgung des Gegners jedoch aufgeben. Die österreichischen Truppen flohen über den Fluss Mincio, auf dessen gegenüberliegendem Ufer Wurmser seine Kräfte wieder sammeln und ordnen wollte. Doch dies gelang ihm in den folgenden Tagen nicht, während die französischen Truppen erneut vorrückten.

## Folgen

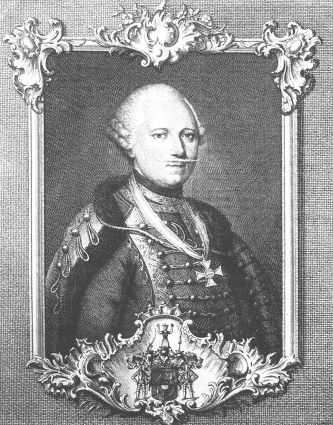
General Dagobert Wurmser

Die Österreicher unter Wurmser wurden konsequent an die Etsch verfolgt und bis zum 11. August nach Tirol zurückgedrängt. Einige Truppenteile wurden zuerst in Verona und anschließend in Mantua eingeschlossen, dessen Belagerung wieder aufgenommen wurde. Viele der in den italienischen Bergtälern verstreut umherirrenden österreichischen Einheiten ergaben sich schließlich.
General Masséna hatte mit seinen Truppen zwischen dem 29. Juli und 5. August 160 km zurückgelegt. Die Österreicher hatten im bisherigen Feldzug 15.000 Soldaten und 70 Geschütze verloren.
Bonaparte nutzte diesen Erfolg bei unterlegener Truppenstärke, indem er dem Direktorium am nächsten Tag mitteilte: „Voila, in fünf Tagen ging eine weitere Kampagne zu Ende. Wurmser ist erledigt. Wir haben 70 Kanonen erbeutet und 15.000 Gefangene gemacht. Es gab 6.000 Verwundete“.
Louis-Marie de La Révellière-Lépeaux fertigte eine Kopie des Schreibens, das dann per optischem Telegraph den Mitgliedern des Direktoriums zugängig gemacht wurde. Das Schreiben des Direktoriumsmitglieds (Le President du Directoire executif) enthält den Zusatz: „...parle Telegraph“. Der optische Telegraph war von Claude Chappe 1793 vorgestellt worden. Napoleon baute ein Netz mit über 500 Stationen auf. Seine Gegner hatten nichts Vergleichbares.
Der Italienfeldzug und das Gefecht bei Castiglione legten den Grundstein für Napoleons Ruf als „Unbesiegbarer“. Augereau erhielt in der noblesse impériale den Titel eines Herzog von Castiglione, der an die Schlacht erinnern sollte.
Der geschlagene Wurmser hatte ausdrücklichen Befehl, der Festung Mantua nochmals Entsatz zu bringen. Er verstärkte sich in Tirol und marschierte nochmals durch das Tal der Brenta mit dem Ziel Napoleons Nachschublinien zu unterbrechen, während Paul Davidovich gleichzeitig an der Etsch vorgehen sollte. Bonaparte schlug Davidovich am 5. September bei Rovereto hinter Trient zurück und wandte sich in Eilmärschen gegen Wurmser, den er am 8. September ebenfalls bei Bassano schlug. Wurmser musste sich am 13. September mit seinen verbliebenen Truppen nach Mantua zurückzuziehen und verstärkte die dortige Besatzung um 16.000 Mann.